# 劉為楫
劉為楫（1561年—？），字時用，又字用拙，號濟滄，順天府霸州人，民籍，明朝政治人物。

## 生平
萬曆十三年（1585年）乙酉科順天府鄉試十八名，萬曆十四年（1586年）丙戌科會試一百五十四名，登三甲第二百五名。通政司观政，改翰林院庶吉士。十六年十月授刑科给事中，十九年七月与主事蔡应麟主考山东乡试，九月补兵科右给事中，二十年正月升礼科左，三月升刑科都。二十三年丁父忧归。服阕，二十五年六月復除吏科都给事中，二十六年五月以事降为辽东苑马寺主簿。

## 家族
曾祖劉舉；祖父劉大中，曾任庠生；父劉自道，曾任冠帶生員。母范氏（1520年-1600年）。具庆下。兄为霖（廪生）、为桢（庠生）。弟为幹、为健、为泽。